# Односи Русије и Сирије
Односи Русије и Сирије су инострани односи Руске Федерације и Сиријске Арпске Републике.

## Билатерални односи
Русија има војно поморску базу у Сирији у Тартусу од 1971. 18. јануара 2017. потписан је споразум о проширењу територије и модернизације базе на Средоземном мору који ће важити наредних 49 година.

### Рат у Сирији
Турска је оборила руски Сухој Су-24 у близини сиријско-турске границе 24. новембра 2015.